# Boophis guibei
Boophis guibei är en groddjursart som först beskrevs av McCarthy 1978.  Boophis guibei ingår i släktet Boophis och familjen Mantellidae. IUCN kategoriserar arten globalt som livskraftig. Inga underarter finns listade.